# 拝郷家嘉
拝郷 家嘉（はいごう いえよし）は、戦国時代から安土桃山時代にかけての武将。織田氏の家臣。名は久盈（ひさみつ）とも。加賀国大聖寺城主。

## 略歴
天文18年（1549年）、尾張国で誕生。織田信長に仕え、後に柴田勝家の与力となる。天正4年（1576年）、勝家が信長から北陸方面軍司令官に任ぜられると、勝家の副将として佐久間盛政、柴田勝政らと共に加賀一向一揆の征伐に従軍、犀川に陣をとり一向一揆の総本山尾山御坊（金沢御坊）の総攻撃に加わった。
尾山御坊制圧後は、それまでの加賀千代城（1万石）から加賀大聖寺に8万石に加増され大聖寺城主となり重用された。松山城に一揆方の徳田小次郎・坪坂新五郎が篭ると柴田勝政と共に攻撃し再占している。一揆方に奪還された鳥越城・二曲城を柴田方が再度制圧すると、一向一揆の勢力は白山山麓に移る。この頃の事か三州史には尾州の産にして絶勇の男なり泣く子も拝郷と言えば泣き止む程の猛将であったと伝えている。石動山の戦いでは前田利家と共に石動口から攻め入っている。
天正11年（1583年）の賤ヶ岳の戦いでは、柴田勝家に与した。前田利家が茂山砦に移った後、別所山砦の守備につく。勝家方の将として佐久間盛政、柴田勝政らと攻撃隊に参加、岩崎山砦に陣取る高山右近を攻め占領するが勝家の命により撤退し遅れた佐久間盛政を救うため再び出陣、殿を務め秀吉軍の進行を拒んだが七本槍の面々に囲まれ、柴田勝政・山路正国らと共に退却する際に福島正則に近江国柳ヶ瀬にて討ち取られた。
嫡男・治太夫は落ち延びて丹羽長重に仕え、浅井畷の戦いで戦死。次男・孫十郎は尾張津島に落ち、織田長益に仕え日永にて百貫文の知行を得た。その子孫は代々尾張徳川家に仕えた。